# 中华帮斗蛤
中华帮斗蛤（学名：Pandora sinica），是笋螂目屠刀蛤科帮斗蛤属的一种。其种加词sinica，意为“中华的”。

## 分佈
主要分布于中国大陆，常栖息在水深9-43米软泥底。